# Selenia grisescens
Selenia grisescens är en fjärilsart som beskrevs av Barend J. Lempke 1951. Selenia grisescens ingår i släktet Selenia och familjen mätare. Inga underarter finns listade.